# Ватерполо на Летњим олимпијским играма 2012.
Турнир у ватерполу на Олимпијским играма 2012. у Лондону, 26. по реду олимпијски турнир у овом спорту, је одржан од 29. јула до 12. августа на базену Ватерполо арене (капацитета 5.000 места) у Олимпијском парку.
Учествовало је укупно 20 екипа, 12 у мушкој и 8 у женској конкуренцији. Титуле су браниле селекције Мађарске (три пута заредом олимпијски победници) у мушкој и Холандије у женској конкуренцији. Организатор такмичења у ватерполу поред МОК-а је ФИНА.

## Освајачи медаља
| Дисциплине | Злато    | Сребро  | Бронза     |  |  |  |
|            |          |         |            |  |  |  |
| Мушкарци   | Хрватска | Италија | Србија     |  |  |  |
| Жене       | САД      | Шпанија | Аустралија |  |  |  |

## Сатница
| Мушкарци | ГФ |    | ГФ |    | ГФ |    | ГФ |     | ГФ |     | 1/4 |   | 1/2 |  | Ф | 1 |
| Жене     |    | ГФ |    | ГФ |    | ГФ |    | 1/4 |    | 1/2 |     | Ф |     |  |   | 1 |
| Укупно   |    |    |    |    |    |    |    |     |    |     |     | 1 |     |  | 1 | 2 |

|  | Групна фаза |  | Четвртфинале |  | Полуфинале |  | Финале |

## Формат такмичења
У мушкој конкуренцији учествује 12 екипа подељених у две групе са по 6 тимова. Након 5 одиграних кола по 4 најбоље пласиране селекције из сваке групе такмичење настављају у четвртфиналу. Две најслабије екипе из обе групе завршавају такмичење након групне фазе. Мушкарци су одиграли укупно 43 утакмице.
У женској конкуренцији 8 екипа је подељено у две групе са по 4 тима. Након одигране групне фазе све четири тима из обе групе настављају такмичење у четвртфиналу, и даље нокаут фазом до борби за медаље.
Свака репрезентација може да пријави максимално 13 играча.

## Учесници
Мушкарци
| Такмичење                      | Датум                 | Домаћин     | Број | Квалификовани                          |
| ------------------------------ | --------------------- | ----------- | ---- | -------------------------------------- |
| Домаћин ОИ                     | -                     | -           | 1    | Велика Британија                       |
| Светска лига у ватерполу 2011. | 21 - 26 јун 2011.     | Фиренца     | 1    | Србија                                 |
| Светско првенство 2011.        | 16 - 31 јул 2011.     | Шангај      | 3    | Италија · Хрватска · Мађарска          |
| Панамеричке игре 2011.         | 14 - 30 октобар 2011. | Гвадалахара | 1    | Сједињене Државе                       |
| Африка - без учесника          | ---                   | ---         | 0    | ---                                    |
| Азијске квалификације          | 23 - 29 јануар 2012.  | Чиба, Јапан | 1    | Казахстан                              |
| Океанија                       | -                     | -           | 1    | Аустралија                             |
| Светске квалификације          | 1 - 8 април 2012.     | Едмонтон    | 4    | Црна Гора · Румунија · Шпанија · Грчка |
| Укупно                         |                       |             | 12   |                                        |

Жене
| Такмичење              | Датум                 | Домаћин     | Број | Квалификовани                         |
| ---------------------- | --------------------- | ----------- | ---- | ------------------------------------- |
| Домаћин ОИ             | -                     | -           | 1    | Велика Британија                      |
| Панамеричке игре 2011. | 14 - 30 октобар 2011. | Гвадалахара | 1    | Сједињене Државе                      |
| Африка - без учесника  | ---                   | ---         | 0    | ---                                   |
| Првенство Азије 2012.  | 23 - 29 јануар 2012.  | Чиба        | 1    | Кина                                  |
| Океанија               | -                     | -           | 1    | Аустралија                            |
| Светске квалификације  | 15 - 22 април 2012.   | Трст        | 4    | Шпанија · Италија · Русија · Мађарска |
| Укупно                 |                       |             | 8    |                                       |

Репрезентације Аустралије у обе конкуренције су избориле директно учешће на играма јер нису имали конкуренцију на квалификационом турниру у зони Океаније!

## Жреб
Жреб за ватерполо турнир у обе конкуренције одржан је 7. маја 2012. Лондону.
Мушкарци
| Група A    | Група Б              |
| ---------- | -------------------- |
| Грчка      | Мађарска             |
| Италија    | Црна Гора            |
| Казахстан  | Румунија             |
| Шпанија    | Уједињено Краљевство |
| Аустралија | Србија               |
| Хрватска   | Сједињене Државе     |

Жене
| Група A          | Група Б              |
| ---------------- | -------------------- |
| Мађарска         | Италија              |
| Шпанија          | Русија               |
| Кина             | Аустралија           |
| Сједињене Државе | Уједињено Краљевство |